# Federació de Mutualitats de Catalunya
La Federació de Mutualitats de Catalunya és una entitat que aplega el moviment mutualista de Catalunya. Actualment està integrada per 32 mutualitats de previsió social, que donen cobertura asseguradora, sense afany de lucre, a prop d'un milió de persones, el 17% de la població de Catalunya. Fou constituïda el 15 d'abril de 1896 amb la denominació d'Unión y Defensa de Montepíos de la Provincia de Barcelona y sus Afueras, que el 1918 s'anomenà Federación de Sociedades de Socorros Mutuos de la Provincia de Barcelona. Amb les competències traspassades a la Generalitat de Catalunya el 1934, el 1935 passà a anomenar-se Federació de Mutualitats de Catalunya. La guerra civil espanyola i el franquisme van modificar les competències i l'àmbit d'actuació de les mutualitats. El 1989 la competència fou novament retornada a la Generalitat de Catalunya. La llei aprovada el 2003 establí les competències sobre el funcionament de les entitats i millora els mecanismes d'actuació. El 1996 va rebre la creu de Sant Jordi en reconeixement de la seva tasca.